# کوه هرتسل

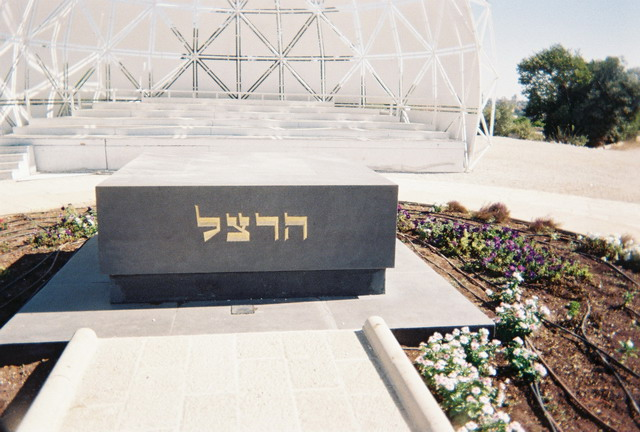
قبر تئودور هرتسل در تپه هرتسل.

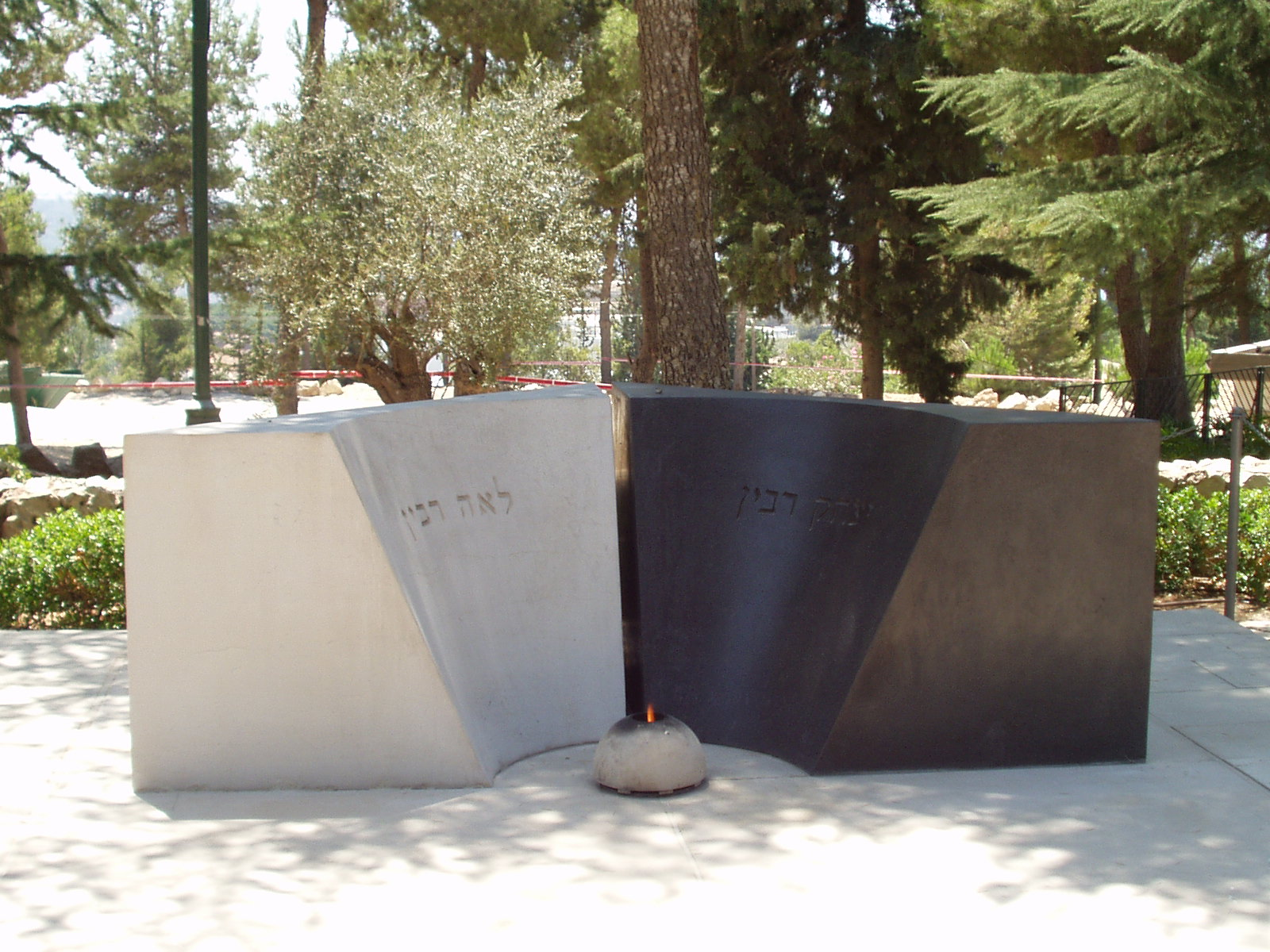
قبر اسحاق رابین و همسرش لی رابین در تپه هرتسل.

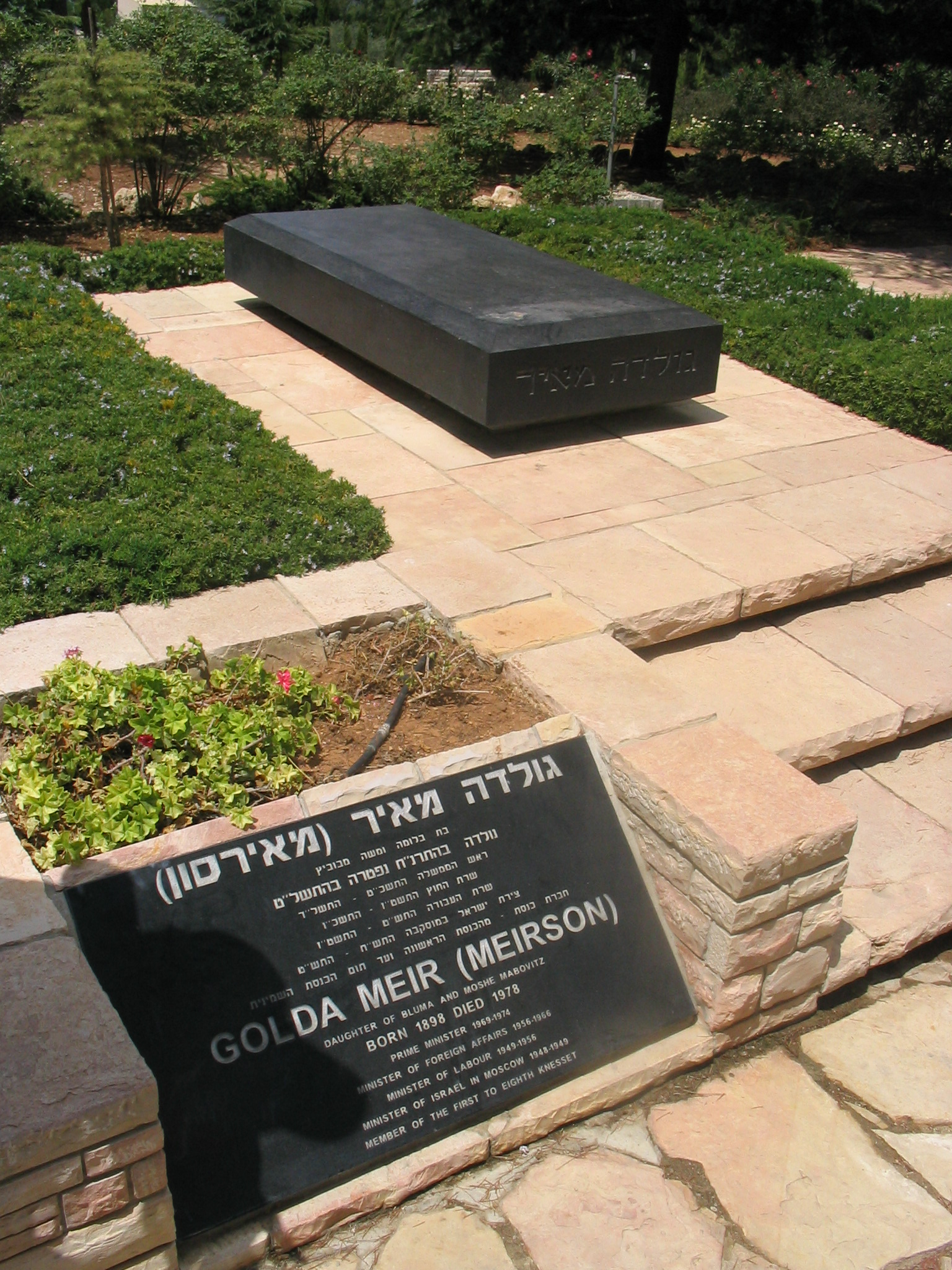
قبر گلدا مایر در تپه هرتسل.

آرامگاه بین المللی کوه هرتسل (به عبری: הר הרצל) آرامگاه ملی اسرائیل است که در شهر اورشلیم قرار دارد. بسیاری از پایه‌گذاران جنبش تشکیل کشور اسرائیل، قهرمانان ملی ارتش و بزرگان اهل اسرائیل بر روی تپه هرتسل دفن شده‌اند.
تپه هرتسل به یاد تئودور هرتسل، بنیان‌گذار جنبش سیاسی صهیونیسم، نام‌گذاری شده است. تئودور هرتسل در تاریخ ۳ ژوئیه ۱۹۰۴ میلادی، در شهر وین، اتریش درگذشت، اما در سال ۱۹۴۹ میلادی و یک سال پس از اعلام تشکیل کشور اسرائیل، جسد وی بر پایه وصیتش مبنی بر خاک شدن در سرزمین پدری، از وین به اورشلیم انتقال داده شد و بر بالاترین نقطه تپه هرتسل مدفون گردید.
در سمت غربی تپه هرتسل، موزه ید و شم قرار دارد که محل نگهداری یاد قربانیان جنایات نازی‌ها و حفظ اسناد و آثار فاجعه نسل‌کشی یهودیان است.

## نگارخانه

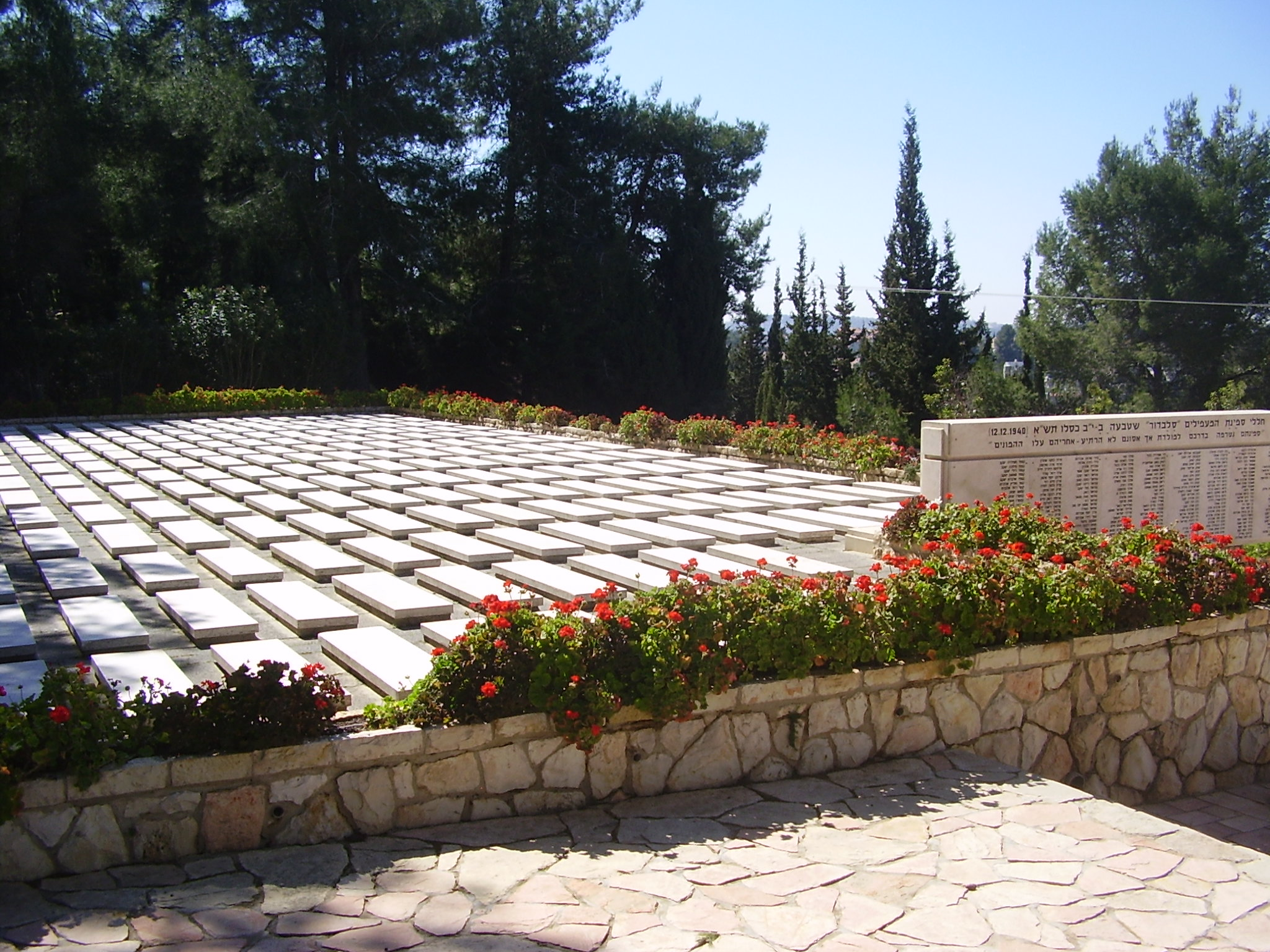
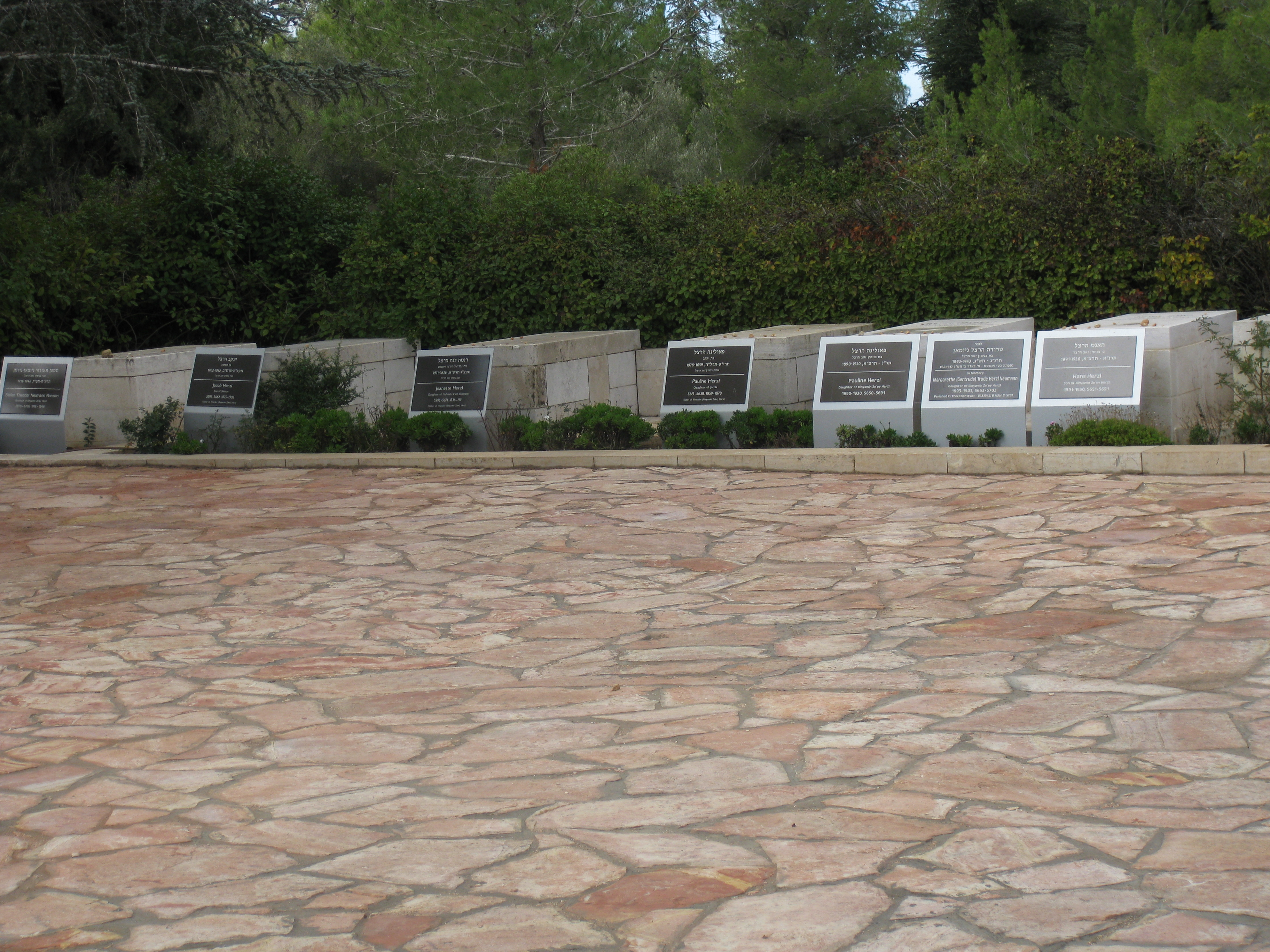
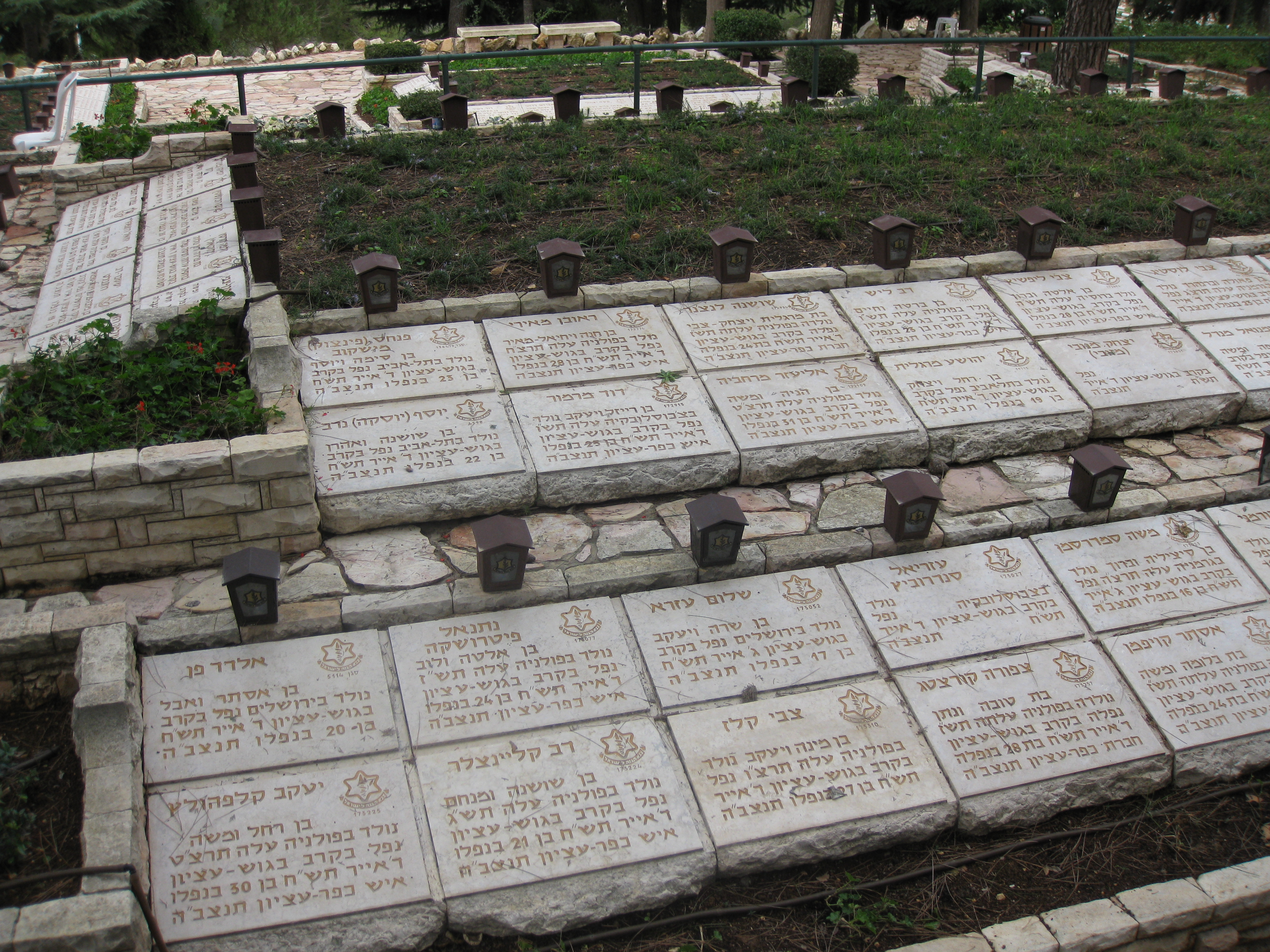
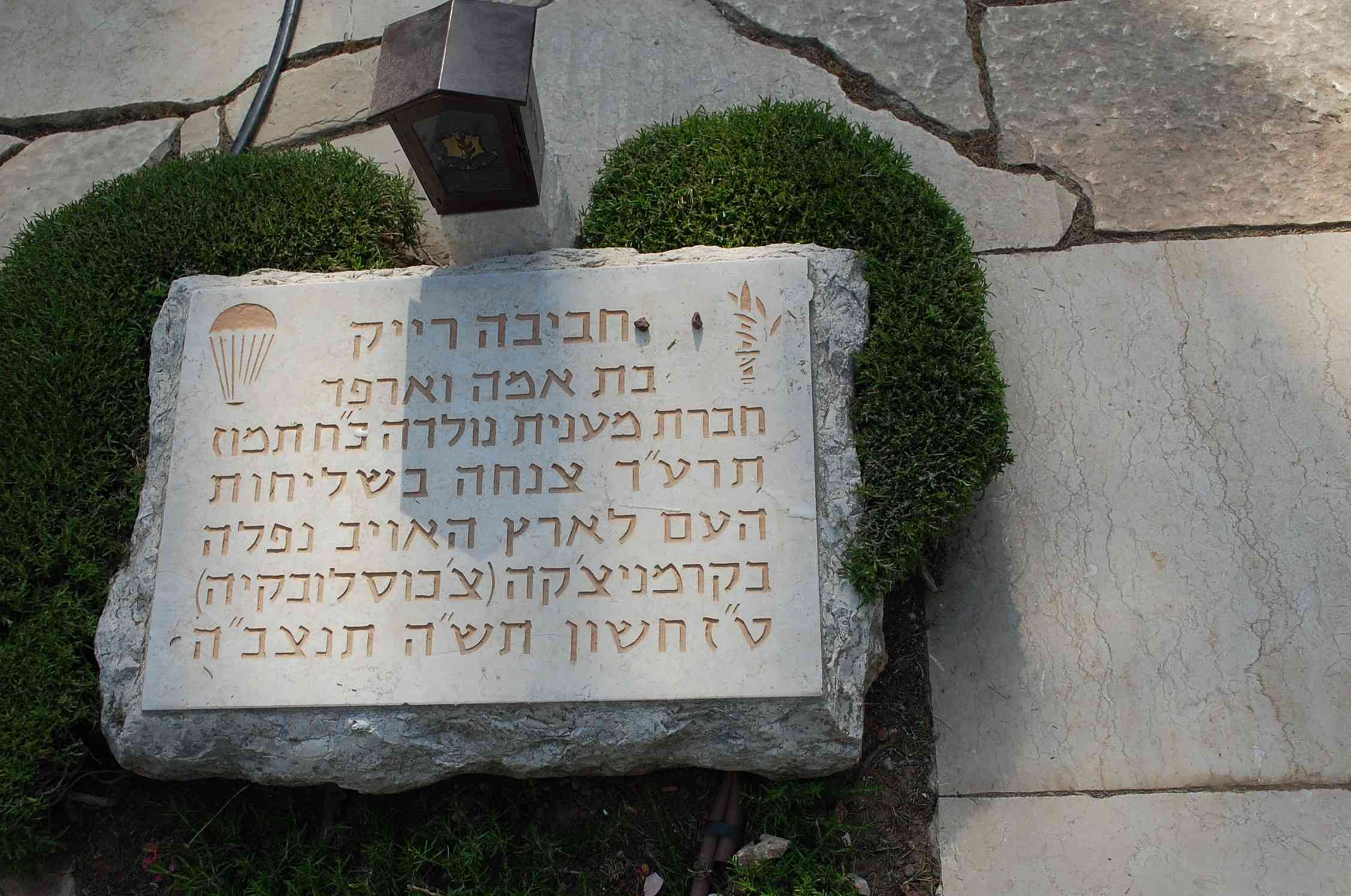
مزار حویوا ریک